# عین جلوله
عین جلوله (به عربی: عین جلولة) یک منطقهٔ مسکونی در تونس است که در استان قیروان واقع شده‌است. عین جلوله ۱٬۷۵۷ نفر جمعیت دارد.